# Det danske år og jægeren
|  | Denne artikel er oprettet af botten PalnaBot ud fra en ekstern database. Den kan derfor have sproglige fejl eller mangler. Denne skabelon kan fjernes efter kontrol af indholdet. |

Det danske år og jægeren er en film instrueret af Jens Bjerg-Thomsen.

## Handling
Eigil Holm kommentar: Filmen viser, hvad jægeren bør gøre, samt hvad andre skal lade være med. Jægeren går i skoven og iagttager dyrelivet: Rødstjert, grønspætte. Rovdyrene skal forfølges: En jæger går med hermelin fælder og sætter dem op. En bondemand afbrænder halm, hvorved harekillinger dræbes. Deres forkullede lig vises frem. Optagelse af mårfamilie. Tilberedning af fosforæg til kragefugle og mår. Rævefamilie. Ungerne leger. Vadefugle: Brushøns (kampplads. Viber. Blå kærhøg på rede med unger. Løse hunde, en hund dræber og æder en hare. En familie er på skovtur, drengen på 10-12 år finder en solsorterede, tager et æg og smadrer det. Faderen ser det og vil tæve drengen, men stoppes af moderen. En student vender hjem og går på jagt. Kalø Slot i baggrunden. Grævling skydes ved gravens munding. Rådyr skydes og bæres hjem. Spole II: Forskellige jagtformer. En pige går tur med schäferhund. Den river sig løs og nedlægger et rådyr (?). En jæger skyder hunden med to skud og tilkalder politiet, der optager rapport. Vinteren 1947 var usædvanligt hård. Vildtet hjælpes ved at køre hø ud og ved hjælp af hestetrukken sneplov, der blotter græsset.